# Заремба, Станислав Кристин
Станислав Кристин Заремба — польский альпинист и математик, сын математика Станислава Зарембы (1863—1942).

## Биография
Учился в Ягеллонском университете (1921—1924, 1926—1929) и в Париже (1924—26).
После учёбы работал ассистентом в Вильнюсском университете, а с 1936 года — доцентом Ягеллонского университета.
Затем лектором в Сталинабаде (ныне Душанбе в Таджикистане), Англии, Уэльсе, Соединенных Штатах и Канаде, в конце концов поселился в Уэльсе и умер в 1990 году.
Посетил Польшу уже в преклонном возрасте, читая лекции в Ягеллонском университете в 1981 году.

## Альпинизм
Заремба был активным альпинистом в 1925—1927 годах, особенно зимой.
Помимо Татра, он также поднимался на Альпы, Пиренеи, горы Ливана, Ирана, Уэльса и Таджикистана.
Был редактором журнала Taternik и почётным членом Польской альпийской ассоциации.

## Признание и память
- В его честь назван Зарембек — один из вроцлавских гномов.